# Indonesian Movie Actors Awards
Indonesian Movie Actors Awards (IMAA lub IMA Awards, dawniej Indonesian Movie Awards) – ceremonia rozdania nagród organizowana corocznie przez stację telewizyjną RCTI, honorująca wyróżniające się osiągnięcia w kinematografii indonezyjskiej.
Pierwsze nagrody zostały rozdane w 2007 roku, wówczas pod nazwą Indonesian Movie Awards. Nazwa Indonesian Movie Actors Awards została wprowadzona w 2016 roku.